# Korea Open 2018
Il Korea Open 2018 è stato un torneo di tennis giocato sul cemento all'aperto. È stata la quindicesima edizione del torneo che fa parte della categoria International nell'ambito del WTA Tour 2018. Il torneo si è giocato dal 17 al 23 settembre all' Olympic Park Tennis Center di Seul, in Corea del Sud.

## Partecipanti

### Teste di serie
| Nazionalità   | Giocatrice           | Ranking* | Testa di serie |
| ------------- | -------------------- | -------- | -------------- |
| Lettonia      | Jeļena Ostapenko     | 10       | 1              |
| Paesi Bassi   | Kiki Bertens         | 12       | 2              |
| Grecia        | Maria Sakkarī        | 31       | 3              |
| Slovacchia    | Magdaléna Rybáriková | 34       | 4              |
| Belgio        | Alison Van Uytvanck  | 38       | 5              |
| Taipei cinese | Hsieh Su-wei         | 39       | 6              |
| Romania       | Irina-Camelia Begu   | 53       | 7              |
| Belgio        | Kirsten Flipkens     | 56       | 8              |

* Ranking al 10 settembre 2018.

### Altre partecipanti
Le seguenti giocatrici che hanno ricevuto una Wild card:
- Choi Ji-hee
- Jang Su-jeong
- Park So-hyun

Le seguenti giocatrici sono entrate in tabellone tramite ranking protetto:
- Margarita Gasparyan
- Bethanie Mattek-Sands
- Mandy Minella

Le seguenti giocatrici passate dalle qualificazioni:

- Mona Barthel
- Varvara Flink
- Han Na-lae
- Priscilla Hon
- Dejana Radanović
- Jil Teichmann

## Ritiri
Prima del torneo
- Sorana Cîrstea → sostituita da  Luksika Kumkhum
- Ekaterina Makarova → sostituita da  Bethanie Mattek-Sands
- Tatjana Maria → sostituita da  Dalila Jakupovič

Durante il torneo
- Magdaléna Rybáriková

## Campionesse

### Singolare
Kiki Bertens ha battuto in finale  Ajla Tomljanović con il punteggio di 7–6(2), 4–6, 6–2.
- È il settimo titolo in carriera per Bertens, il terzo della stagione.

### Doppio
Choi Ji-hee /  Han Na-lae hanno battuto in finale  Hsieh Shu-ying /  Hsieh Su-wei con il punteggio di 6–3, 6–2.